# Mayer-Rokitansky-Küster-Hauser-Syndrom
Das Mayer-Rokitansky-Küster-Hauser-Syndrom (MRKHS), kurz zum Beispiel Mayer-von-Rokitansky-Küster-Syndrom, Rokitansky-Küster-Syndrom, Küster-Mayer-Syndrom, Rokitansky-Küster-Mayer-Syndrom, Mayer-Rokitansky-Küster-Syndrom, Küster-Syndrom, Rokitansky-Küster-Komplex, Rokitansky-Küster-Syndrom oder Rokitansky-Küster-Hauser-Syndrom genannt, ist eine angeborene Fehlbildung des weiblichen Genitals durch Hemmungsfehlbildung der Müller-Gänge im zweiten Embryonalmonat. Die Ätiologie ist unbekannt. Höchstwahrscheinlich liegt eine Chromosomenstörung vor, die vor allem eine Fehlbildung der Müllerschen Gänge hervorbringt.
Benannt wurde diese Erbkrankheit nach
- Georges André Hauser (1921–2009, Schweizer Endokrinologe),[8][9]
- Hermann Küster (1897–1964, andere Angaben: 1879–1964 und 1867–1964, deutscher Gynäkologe in Breslau),[10]
- August Franz Joseph Karl Mayer (1787–1865, Anatom und Physiologe in Bonn)[11] und
- Carl Freiherr von Rokitansky (1804–1878, Pathologe in Wien).[12][13]

## Pathophysiologie
Die Ovarialfunktion (Östrogen- und Gestagensynthese) ist nicht gestört, was die normale Entwicklung der sekundären Geschlechtsmerkmale erlaubt. Das MRKH-Syndrom ist eine angeborene Fehlbildung, die nur Frauen betrifft. Die Prävalenz liegt bei 1:4500 Frauen.
Normalerweise verbindet die Vagina (Scheide) als circa acht bis zwölf Zentimeter langes und zwei bis drei Zentimeter breites, schlauchförmiges Organ das äußere Genital mit der Gebärmutter. Bei Frauen mit einem MRKHS befindet sich etwa an der Stelle, an der normalerweise die Gebärmutter und die Vagina liegen, nur ein Gewebestrang. Bei einigen ist eine etwa 0,5–3 cm große Grube am Eingangsbereich der Scheide vorhanden. Nach anderen Angaben sind von der Vaginalhypoplasie nur die oberen zwei Drittel betroffen. Ohne chirurgische Korrektur oder Therapie ist kein penetrativer vaginaler Geschlechtsverkehr möglich. Einzelfälle eines regelmäßigen (mitunter unwissentlichen) Urethralverkehrs wurden beschrieben.

## Einteilung
Folgende Unterteilung des Syndromes ist gebräuchlich:
- Isoliertes MRKHS (Typ I): Synonyme: Kongenitales Fehlen von Uterus und Vagina; MRKH-Syndrom Typ 1; Rokitansky-Sequenz.[17][18]
- MRKHS mit weiteren Fehlbildungen (MRKHS Typ II oder MURCS-Assoziation): Schallleitungsschwerhörigkeit – Fehlen der Vagina; MRKH-Syndrom Typ 2; Müller-Gang-Aplasie – Nierenaplasie – Dysplasie der zerviko-thorakalen Somiten.[19][20] MURCS ist die Abkürzung von MÜllerian duct aplasia, Renal dysplasia and Cervical Somite anomalies oder von „müllerian duct aplasia, renal agenesis/ectopia, cervical somite dysplasia“.[21]
- Atypisches MRKHS: Synonyme: MRKH-Syndrom, atypisches; Rokitansky-Syndrom, atypisches; WNT4-Mangel, autosomal-dominanter Erbgang mit Mutationen am WNT4-Gen auf Chromosom 1, Genort p36.12.[22][23]

## Symptome
Klinische Manifestation:
- Vaginalaplasie
- Uterus bicornis (zweigeteilter Uterus), der nur aus einem dünnen Gewebestrang besteht (Uterusleiste) und kein funktionsfähiges Endometrium aufweist
- hochstehende Ovarien (Eierstöcke)
- primäre Amenorrhoe
- primäre Sterilität
- Kohabitationsunfähigkeit (Vaginalverkehr kaum möglich. Urethralverkehr (mit Überdehnung der Harnröhre, Schmerzen, Harninkontinenz als Folge)[24] wobei es auch zur Ruptur der Harnröhre kommen kann.[25]
- assoziiert können sein:
  - Begleitfehlbildungen der Nieren (dystope Einzelniere, Nierenaplasie, Hufeisenniere, Hydronephrose) und der Harnwege (30–40 %)
  - Hernien (Leistenbrüche[26])
  - Aortenaneurysmata[27]
  - Schallleitungsschwerhörigkeit
  - Syndaktylie oder Polydaktylie
  - in 10–20 % Skelett-Anomalien, die meist die Wirbelsäule betreffen[28] (zum Beispiel Skoliosen)

Weitere Befunde:
- normales Hormonprofil, ovulatorischer Zyklus
- normaler weiblicher Phänotyp (sekundäre Geschlechtsmerkmale)
- Genetik: 46XX, unauffällig
- häufig Leistenbruchoperationen in der Kindheit[29]

## Therapie
Zur Therapie stehen verschiedene operative (Kolpopoese) und konservative Verfahren zur Verfügung.
Als konservatives Vorgehen ist die Dehnung nach Frank zu nennen. Hierbei wird die Scheide durch Dilatatoren, die eigenen Finger und/oder Geschlechtsverkehr selbst gedehnt. Dieses Vorgehen erfordert ein hohes Maß an Bereitschaft der Patientin, erweist sich aber für die Entwicklung des Selbstwertgefühls und Körperbewusstseins weit überlegen, so dass sie bei geeignetem Befund mittlerweile als Methode der ersten Wahl empfohlen wird. Bei allen operativen Verfahren können Verletzungen von Scheide und Rektum entstehen, außerdem ist die psychosoziale Nachsorge oft unzureichend. Die gängigsten Methoden sind die Epidermisscheide nach McIndoe, die Darmscheide, die Peritonealscheide und die Neovagina nach Vecchietti.
Bei der laparoskopisch modifizierten Vecchietti-Operation wird in das meist vorhandene Scheidengrübchen ein sogenanntes Phantom eingebracht. Laparoskopisch werden an diesem Phantom zwei Fäden befestigt, die durch die Bauchdecke zu einem Spannapparat geführt werden. Der Spannapparat verbleibt nun vier bis sechs Tage auf dem Bauch. Durch Zug an den Fäden zieht er die Scheide in die Bauchhöhle und verlängert sie bis auf zehn bis zwölf Zentimeter. Anschließend werden zur Dehnung Dilatatoren eingesetzt. Das Operationsziel, der Patientin ein normales Sexualleben zu ermöglichen, wird meist erreicht. Vorteil dieses Verfahrens ist, dass die Neovagina wie eine normale Scheide reagiert. Sie wird, wie bei jeder anderen Frau, feucht und weit beim Geschlechtsverkehr.
Bei allen operativen Methoden (mit Ausnahme der Darmscheide) ist postoperativ das Tragen eines Phantoms nötig, um Schrumpfungen vorzubeugen.
2014 wurde im Fachjournal The Lancet ein Artikel veröffentlicht über vier Frauen von damals 13 bis 18 Jahren, welche vor acht Jahren eine aus eigenen Körperzellen aus dem Genitalgewebe gezüchtete Vagina eingesetzt bekamen. Sie soll voll funktionsfähig sein und von einer herkömmlichen Vagina nicht zu unterscheiden sein. Durchgeführt haben dies Wissenschaftler um Anthony Atala vom Wake Forest Baptist Medical Center für Regenerative Medizin in North Carolina.
Im März und im Mai 2019 haben zwei Frauen, die vom MRKHS betroffen waren, am Universitätsklinikum Tübingen per Kaiserschnitt ein Kind geboren, nachdem ihnen die Gebärmütter ihrer Mütter transplantiert wurden.

## Varia
Im analogen Stichwort in der portugiesischen und der ukrainischen Wikipedia werden bekannte betroffene Frauen mit dem MRKH-Syndrom genannt.